# SMA* algoritmus
Az SMA* vagy Simplified Memory Bounded A* egy, az A* algoritmus alapján működő legrövidebb út algoritmus. Az SMA* fő előnye, hogy korlátozott memóriát használ, míg az A* algoritmushoz szükség lehet exponenciális memóriára. Az SMA* összes többi jellemzőjét az A*-tól örökli. 

## Folyamat
Mint az A*, a heurisztika szerint kibővíti a legígéretesebb ágakat. Amitől különbözik, hogy az SMA* olyan csomópontokat vág le, amelyek bővítése a vártnál kevésbé ígéretesnek bizonyul. Ez a megközelítés lehetővé teszi az algoritmus számára az ágak felfedezését és a backtracking használatát más ágak felfedezésére. 
A csomópontok kibővítését és metszését a két érték megtartása vezérli {\displaystyle f} minden csomóponjátra. Az {\displaystyle x} csomópont {\displaystyle f(x)} értéke becsüli meg a cél elérésének költségeit azáltal, hogy egy utat választ az adott csomóponton keresztül. Minél alacsonyabb az érték, annál nagyobb a prioritás. Mint az A*-ban, ez az érték {\displaystyle h(x)+g(x)}, de ezt követően frissíti, hogy tükrözze ezen becslés változásait, amikor gyermekei kibővülnek. A teljesen kibővített csomópont {\displaystyle f} értéke legalább olyan nagy, mint utódai. Ezenkívül a csomópont tárolja a legjobb elfeledett utódjának {\displaystyle f} értékét. Ez az érték helyreáll, ha az elfelejtett utód a legígéretesebb utód. 
Az első csomóponttól kezdve fenntartja az OPEN-t, lexikográfiailag {\displaystyle f} értéke és mélység szerint rendezve. Amikor kiválaszt egy csomópontot a kibővítéshez, e sorrend szerint választja meg a legjobbat. Amikor kiválaszt egy csomópontot a metszésre, akkor a legrosszabbat választja. 

## Tulajdonságok
Az SMA* a következő tulajdonságokkal rendelkezik:
- Heurisztikusan működik, csakúgy, mint az A*
- Teljes, ha az engedélyezett memória elég magas ahhoz, hogy a legkisebb megoldást tárolja
- Optimális, ha az engedélyezett memória elég magas ahhoz, hogy a legkisebb optimális megoldást tárolja, különben a legjobb megoldást adja vissza, amely belefér az engedélyezett memóriába.
- Elkerüli az ismétlődő állapotokat, mindaddig, amíg a memória megkötése lehetővé teszi
- Az összes rendelkezésre álló memóriát felhasználja
- Az algoritmus memóriatartományának kibővítése csak a számítás gyorsítását eredményezheti
- Ha elegendő memória áll rendelkezésre a teljes keresési fa tárolására, akkor a számításnak optimális sebessége van

## Implementáció
Az SMA* megvalósítása nagyon hasonlít az A* alkalmazásához, az egyetlen különbség az, hogy ha nincs szabad hely, akkor a legnagyobb f-költségű csomópontokat kiteszik a sorból. Mivel ezeket a csomópontokat törli, az SMA*-nak meg kell jegyeznie a szülőcsomóponttal a legjobban elfeledett gyermek f-költségét. Amikor úgy tűnik, hogy az összes felfedezett útvonal rosszabb, mint egy ilyen elfeledett útvonal, az útvonal újragenerálódik.
 

Pszeudokód: 
```
function
 
SMA
-
star
(
problem
)
:
 
path

 
queue
:
 
set
 
of
 
nodes
,
 
ordered
 
by
 
f
-
cost
;

begin

 
queue
.
insert
(
problem
.
root
-
node
)
;

 
while
 
True
 
do
 
begin

  
if
 
queue
.
empty
()
 
then
 
return
 
failure
;
 
//there is no solution that fits in the given memory

  
node
 
:=
 
queue
.
begin
()
;
 
// min-f-cost-node

  
if
 
problem
.
is
-
goal
(
node
)
 
then
 
return
 
success
;

  

  
s
 
:=
 
next
-
successor
(
node
)

  
if
 
!
problem
.
is
-
goal
(
s
)
 
&&
 
depth
(
s
)
 
==
 
max_depth
 
then

    
f
(
s
)
 
:=
 
inf
;
 

    
// there is no memory left to go past s, so the entire path is useless

  
else

    
f
(
s
)
 
:=
 
max
(
f
(
node
)
,
 
g
(
s
)
 
+
 
h
(
s
))
;

    
// f-value of the successor is the maximum of

    
//   f-value of the parent and 

    
//   heuristic of the successor + path length to the successor

  
endif

  
if
 
no
 
more
 
successors
 
then

    
update
 
f
-
cost
 
of
 
node
 
and
 
those
 
of
 
its
 
ancestors
 
if
 
needed

  

  
if
 
node
.
successors
 
⊆
 
queue
 
then
 
queue
.
remove
(
node
)
;
 

  
// all children have already been added to the queue via a shorter way

  
if
 
memory
 
is
 
full
 
then
 
begin

   
badNode
 
:=
 
shallowest
 
node
 
with
 
highest
 
f
-
cost
;

   
for
 
parent
 
in
 
badNode
.
parents
 
do
 
begin

    
parent
.
successors
.
remove
(
badNode
)
;

    
if
 
needed
 
then
 
queue
.
insert
(
parent
)
;
 

   
endfor

  
endif

  
queue
.
insert
(
s
)
;

 
endwhile

end

```

## Fordítás
Ez a szócikk részben vagy egészben  a   SMA* című angol Wikipédia-szócikk ezen változatának fordításán alapul.  Az eredeti cikk szerkesztőit annak laptörténete sorolja fel. Ez a jelzés csupán a megfogalmazás eredetét és a szerzői jogokat jelzi, nem szolgál a cikkben szereplő információk forrásmegjelöléseként.